# Zygodactylidae
Famille
Les Zygodactylidae forment une famille éteinte d'oiseaux, ayant vécu au Cénozoïque de l'Éocène au Miocène inférieur, soit il y a environ entre 56,0 et 15,98 millions d'années. Ses fossiles sont connus en Europe et en Amérique du Nord.
Parfois placée à la racine de l'ordre des Piciformes, elle pourrait en réalité être le groupe frère des Passeriformes.

## Taxinomie
Selon Paleobiology Database (29 avril 2019.), la famille contient les genres suivants :
- † Eozygodactylus
- † Primoscens
- † Primozygodactylus
- † Zygodactylus